# Conus miòpic
Un conus miòpic és un trastorn del fons d'ull que té una característica forma de lluna desenvolupada en la vora temporal de la disc òptic (i que poques vegades passa a la vora nasal) en els ulls miops. És causat principalment per canvis atròfics que estan determinats genèticament, amb una contribució menor de l'estirament a causa de l'allargament del globus ocular. En la miopia que ja no està progressant, la mitja lluna sol ser una troballa en la retinografia. No obstant això, en la miopia alta, es pot estendre fins als límits superior i inferior, o formar un anell complet al voltant del disc òptic i ocasionant un escotoma central.
El conus miòpic de vegades és descrit erròniament com una coroïditis, però no és un procés inflamatori i no evoluciona en paral·lel amb el grau de miopia. En general, tendeix a aparèixer després de l'edat mitjana de la vida. El conus miòpic s'associa sovint amb algun grau de degeneració de la retina i, ocasionalment, amb degeneració del vitri.